# 모이카궁

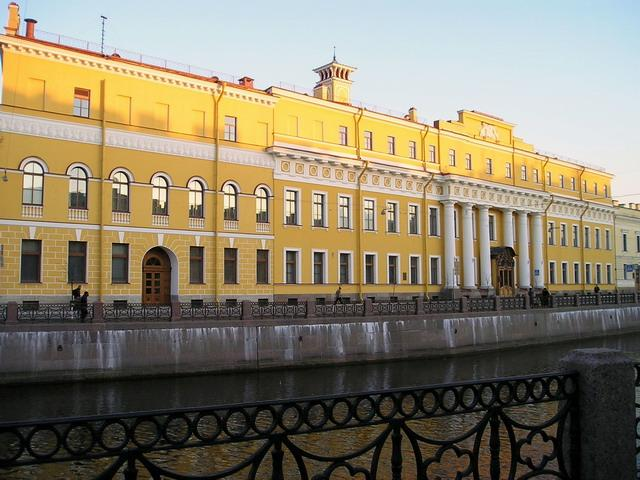
모이카 궁전

모이카 궁전(러시아어: Дворец Юсуповых на Мойке)은 러시아 상트페트르부르크의 모이카 강 유역에 자리잡은 궁전이다. 유수포프 궁전으로도 불리며 제정 러시아 후기의 귀족인 펠릭스 유수포프의 저택이자 그리고리 라스푸틴을 살해한 장소로도 알려져있다.